# Banda Api
Der Vulkan Banda Api bildet die gleichnamige indonesische Insel, die zu den Banda-Inseln gehört, die ihrerseits Teil der Molukken sind und in der Bandasee liegen.

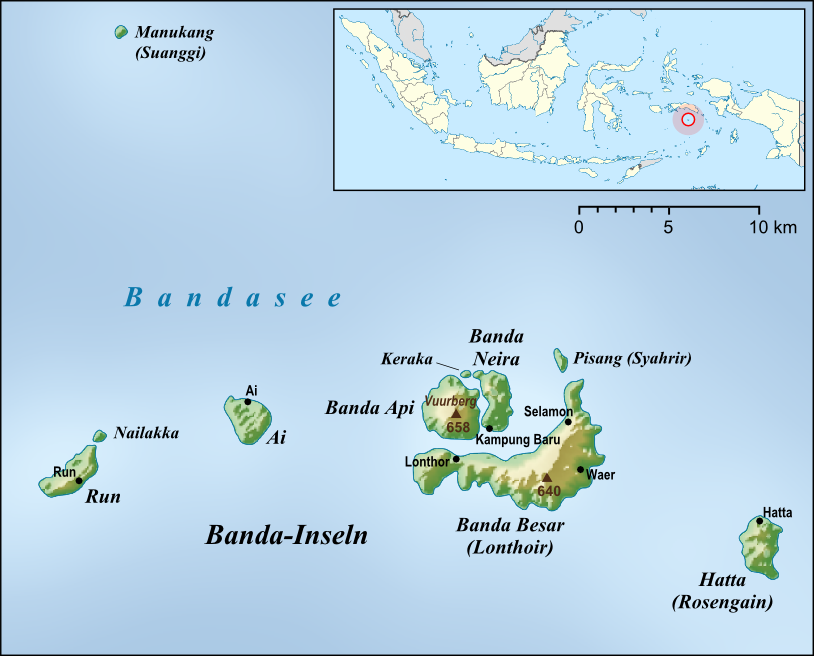
Die Insel Banda Api im Zentrum der Banda-Inseln

Der aktive Vulkan (indonesisch: Gunung Api Banda oder auch Gunung Api) ist 640 Meter hoch und befindet sich innerhalb zweier Calderen. Dabei liegt er im Mittelpunkt der inneren Caldera mit circa 3 Kilometer Durchmesser, die sich im Südwesten einer weitgehend vom Meer überfluteten Caldera mit 7 Kilometer Durchmesser befindet. Zugleich ist der Banda Api das nördliche Ende des Bandabogens, einer Kette von Vulkaninseln.
Die Insel ist annähernd kreisrund und hat einen Durchmesser von etwa 3 Kilometern. Etwa 100 Meter östlich liegt die Nachbarinsel Banda Neira, rund einen Kilometer südlich befindet sich Banda Besar.

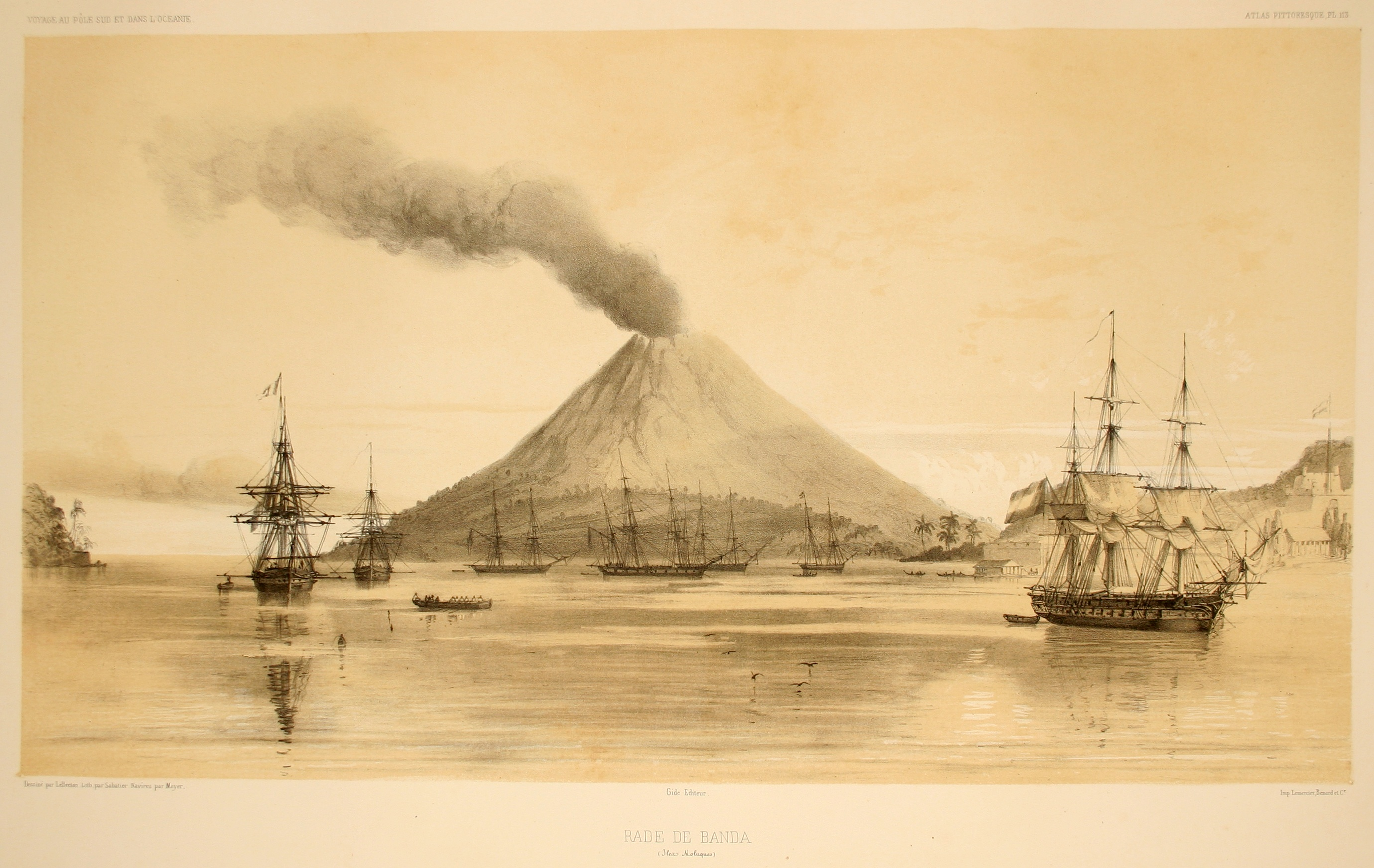
Banda Api (1846). Lithographie von Louis Le Breton, entstanden während der Südpolexpedition d’Urvilles

Ausbrüche des Banda Api waren zum Teil explosiv; mehrere Lavaströme erreichten die Küste. Zwischen 1586 und 1988 brach der Vulkan über zwanzigmal aus. Beispielsweise kam es im Juni 1820 zu einer plötzlichen und heftigen Eruption, in deren Folge die Inselbewohner nach Banda Neira flohen. Begleitet von unterirdischem Grollen entstand 1890 ein neuer Krater; zugleich kam es zu einer Serie von Erdbeben, bei denen viele Häuser beschädigt wurden. Im Mai 1901 waren starke Erdbeben von Detonationen und einem hellen Glühen am Gipfel des Vulkans begleitet.
Dem bislang letzten Ausbruch zwischen dem 9. und 17. Mai 1988 gingen etliche Erdbeben voraus. Vor Ort wurde die Höhe der Eruptionssäule am 9. Mai auf 3 bis 5 Kilometer geschätzt; Satellitenmessungen deuten auf eine Höhe von über 16 Kilometer hin. Südlich, nördlich und nordwestlich des Gipfels bildeten sich drei Krater, aus denen Lavaströme austraten, die alle das Meer erreichten. Die 1800 Inselbewohner wurden ebenso wie 5000 der damals rund 6000 Bewohner der Stadt auf der Insel Banda Neira auf die rund 200 Kilometer entfernte Insel Ambon evakuiert. Die Evakuierung von Banda Neira wurde am 13. Juni aufgehoben. Durch den Vulkanausbruch starben drei Menschen.